# Stadion Miejski im. Józefa Nojiego w Drezdenku
Stadion Miejski im. Józefa Nojiego w Drezdenku – stadion piłkarsko-lekkoatletyczny znajdujący się w Drezdenku. Na tym obiekcie rozgrywają mecze piłkarze Lubuszanina Drezdenko.

## Położenie
Stadion położony jest przy ulicy Mickiewicza w Drezdenku, w zachodniej części miasta. Obiekt od północy, południa i zachodu okala kompleks leśny, a od wschodu Osiedle Mickiewicza.

## Historia
Stadion został zbudowany przed II wojną światową. Po II wojnie światowej obiekt przeszedł przebudowę i od początku służył piłkarzom Lubuszanina Drezdenko. Nazwany został imieniem Józefa Nojiego – polskiego lekkoatlety i olimpijczyka, urodzonego w Pęckowie niedaleko Drezdenka, który został zastrzelony w niemieckim obozie koncentracyjnym KL Auschwitz.
4 czerwca 1982 roku odbył się tutaj mecz juniorskich reprezentacji Polski i NRD do lat 16. Gospodarze przegrali 2:3, a mecz przyciągnął 2000 widzów.
W sezonie 1985/1986 Pucharu Polski na szczeblu centralnym Lubuszanin Drezdenko zagrał tutaj w 1/16 finału z Legią Warszawa – gospodarze przegrali 2:4, jednak mecz przyciągnął 7500 kibiców, co pozostaje rekordem frekwencji stadionu.
W 1990 roku rozegrano tutaj finał Pucharu Polski na szczeblu województwa gorzowskiego.
W 2022 roku ogłoszono plan przebudowy stadionu, na którą miałoby się składać zadaszenie trybuny, remont budynków klubowych i położenie tartanowej bieżni lekkoatletycznej.

## Mecze reprezentacji Polski
| Rodzaj spotkania | Data spotkania | Rywal Polski | Frekwencja | Wynik meczu | Strzelcy bramek dla Polski |
| ---------------- | -------------- | ------------ | ---------- | ----------- | -------------------------- |
| MT U-16          | 4 czerwca 1982 | NRD          | 2000       | 2:3 (1:1)   | T. Jechna, C. Tąder        |